# Heitor Medina
Heitor Medina, född 22 november 1910, död 2 januari 2005, var en friidrottare från Brasilien. Han deltog vid olympiska sommarspelen 1932.